# 公主海葵
公主海葵（学名：Heteractis magnifica）是海葵的一種，分布於印度洋海域。公主海葵會與各種小丑魚共生，特別是公子小丑魚。
公主海葵曾經在Pixar電影《海底總動員》中出現過。

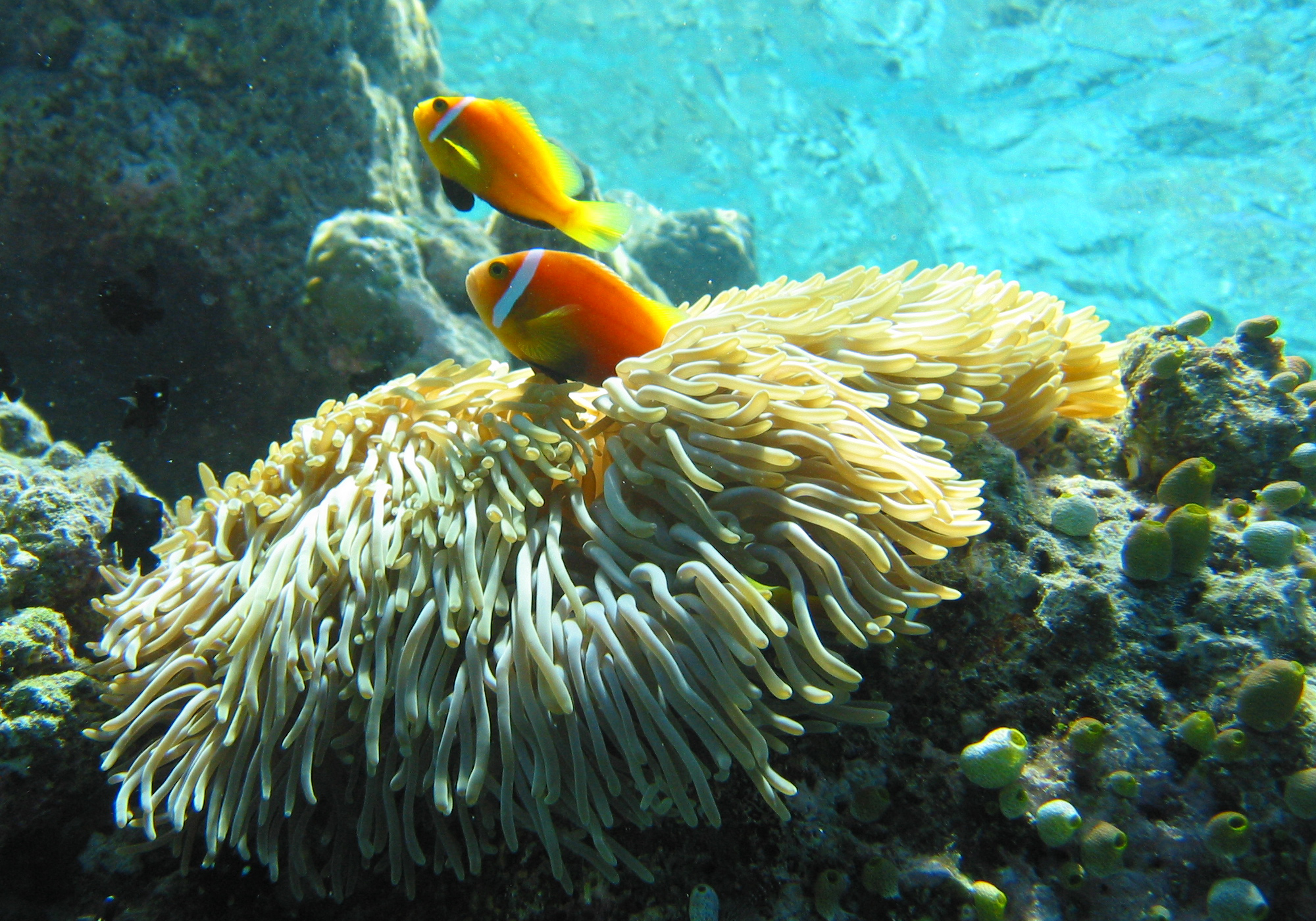
和公主海葵在一起的小丑魚(Amphiprion nigripes)和三斑宅泥魚

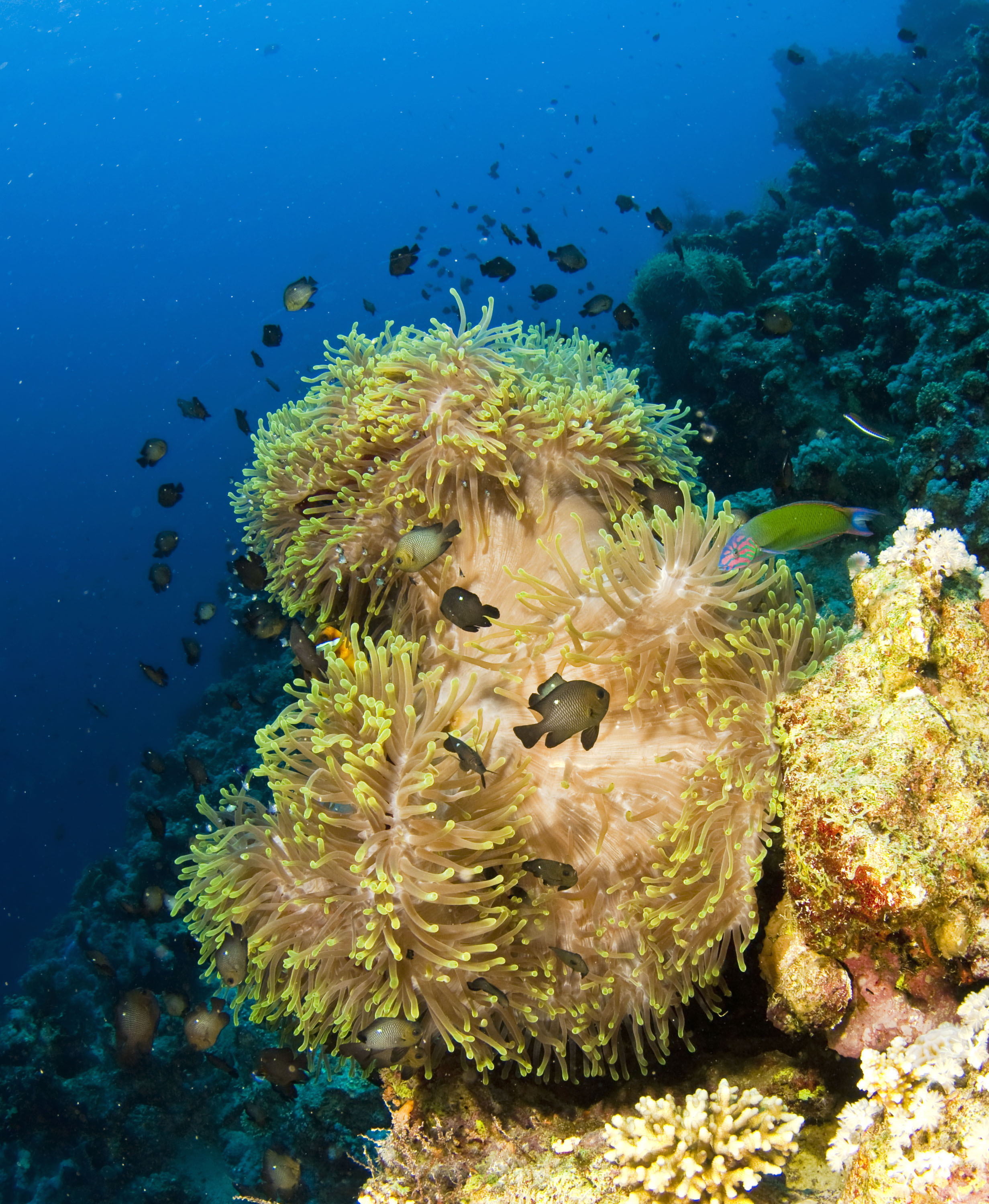
公主海葵和三斑宅泥魚